# Vitovlje (Nova Gorica)
Vitovlje  ist eine Siedlung auf dem Trnovsky-Plateau in der Stadtgemeinde Nova Gorica in Westslowenien, in der Region Goriška. Die Siedlung liegt auf einer Höhe von 245,6 m zwischen den Dörfern Osek und Šempas.

## Kulturdenkmäler
Die Kirche Mariä Aufnahme in den Himmel (slowen. Marijino Vnebovzetje), erbaut im 14. Jahrhundert auf einem felsigen Hügel (604 m), ist eine Wallfahrtskirche und eines der bedeutendsten Kulturdenkmäler der Region.

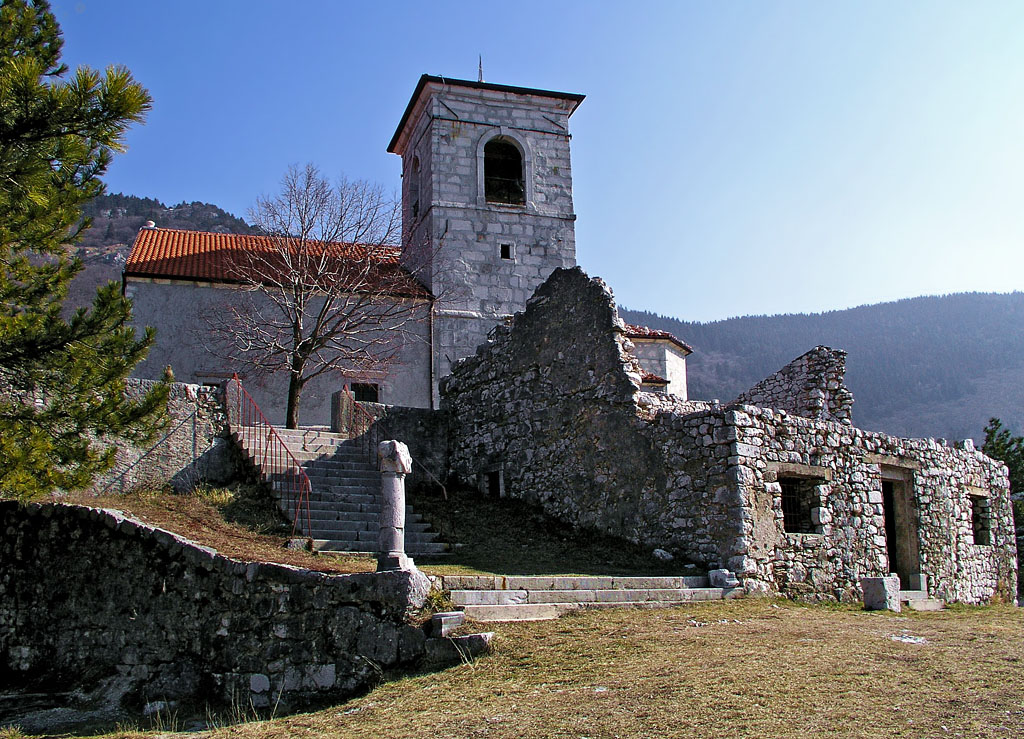
Die Kirche Mariä Himmelfahrt

In der Siedlung befinden sich ein Denkmal für die Gefallenen im Volksbefreiungskrieg (Jugoslawien) von 1941–1945 und eine Gedenktafel am Ort des Todes eines der Helden der Sowjetunion, Mehdi Hüseynzadə.